# Música fúnebre para el mariscal Laudon (Mozart)

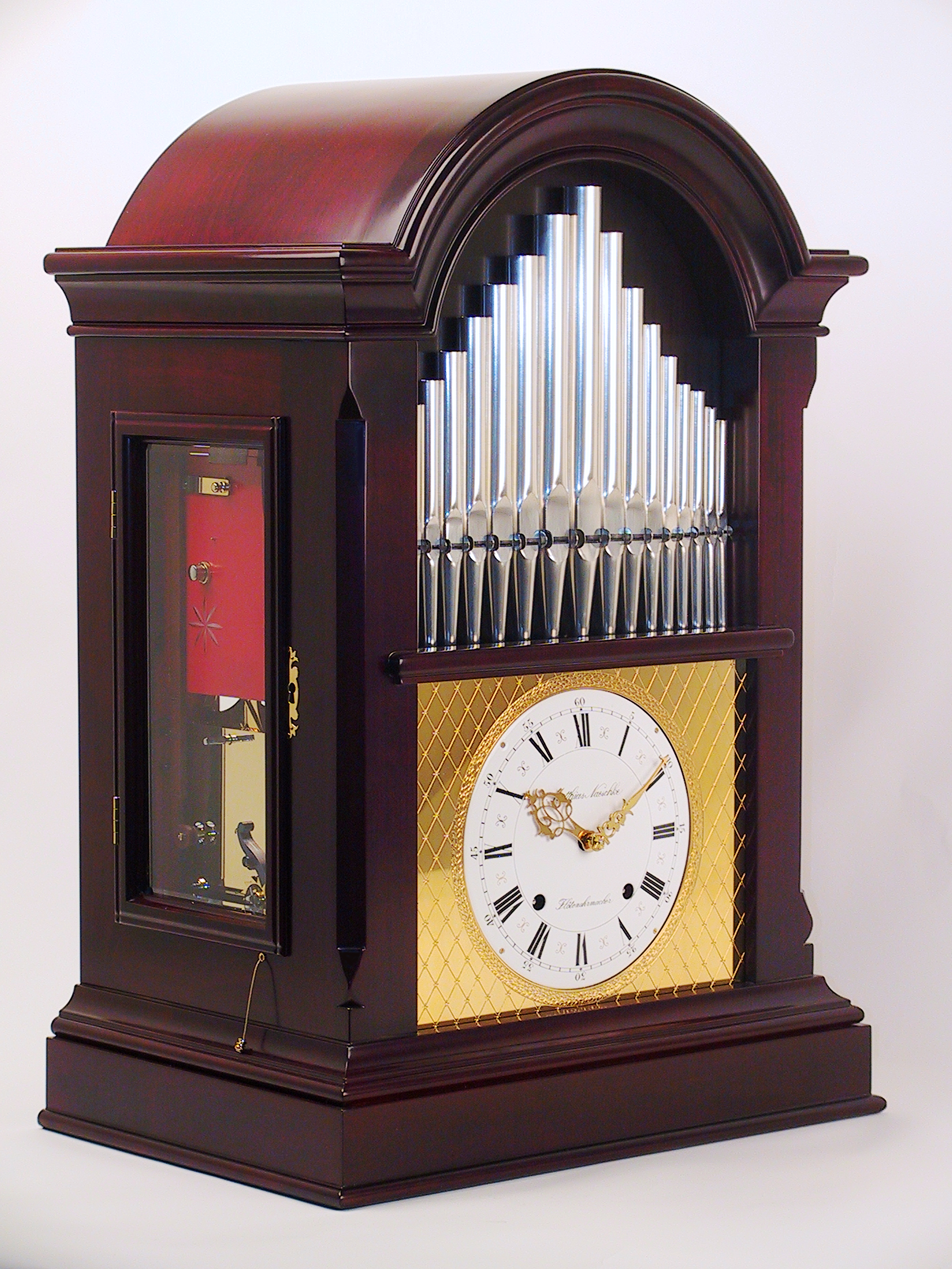
Órgano mecánico alemán, con reloj

El Adagio y allegro en fa menor, K. 594 es una pequeña pieza compuesta para órgano mecánico (o reloj musical) por Wolfgang Amadeus Mozart, tratándose de la primera de una serie de obras para instrumentos fuera de lo común, como encargo para diversos señores. Fue completada a finales de 1790.

## Historia
La pieza fue compuesta entre octubre y diciembre de 1790, entre Viena y otra ciudad sin identificar. La composición correspondía a un encargo de un curioso aristócrata austriaco: el conde Joseph Deym von Stržitež. El conde tuvo que huir de la ciudad en su juventud a consecuencia de un duelo, pero más tarde regresó con el nombre de Herr Müller y fundó el Kunstkabinett Müller (una especie de galería de arte) en la Rotenturmstrasse de Viena, en donde se exponían, entre otras cosas, las mascarillas de cera de José II de Austria y (después de su muerte) del propio Mozart. Deym poseía también varios curiosos órganos mecánicos, movidos por mecanismos de relojería, uno de los cuales se construyó para tocar música fúnebre para el monumento al mariscal Ernst Gideon Freiherr von Laudon. 
Laudon falleció el 14 de julio de 1790, y el conde Deym encargó a Mozart la composición de la música fúnebre, trabajo que no le agradaba (<<es un trabajo que aborrezco>> y <<los tubitos son todos agudos y... demasiado pueriles para mí>>). En una descripción de la galería, publicada en 1797, se lee:

A las horas se oye una apropiada música fúnebre (por el mariscal) que el inolvidable compositor Mozart escribió especialmente para ese fin, y que dura ocho minutos; aventaja en precisión y claridad a cuanto se ha intentado o diseñado nunca para esta clase de producto artístico.